# FIFA 06
FIFA 06 är ett fotbollsspel från 2005 som kan spelas på PC, Xbox och Playstation 2. Spelet innehåller 26 olika fotbollsligor, varav några är lägre divisioner.

## Ligor
27 olika ligor finns i spelet. Varje liga kan spelas med både seriespel och cupspel, förutom Sydkorea, med bara serispel, samt Mexiko, där man väljer mellan inlednings- och avslutningssäsong.
| - Österrikiska Bundesliga - Jupiler Pro League - Campeonato Brasileiro - SAS Ligaen - Eredivisie - FA Premier League - Coca-Cola Football League Championship - Coca-Cola Football League One - Coca-Cola Football League Two - Ligue 1 - Ligue 2 - Bundesliga - 2. Bundesliga | - Serie A - Serie B - K-League - Primera División de México - Türkcell Süper Lig - Major League Soccer - Tippeligaen - Ekstraklasa - Primeira Liga - Scottish Premier League - La Liga - Segunda División - Allsvenskan - Axpo Super League |

## Övriga världen
- Kaizer Chiefs
- Orlando Pirates
- Sjachtar Donetsk
- River Plate
- Boca Juniors

Förutom ligaspel finns även "Club World Cup", där man kan skapa en turnering.

## Landslag
FIFA 06 har 39 landslag. Några lag som saknas är Japan (som gick till åttondelsfinal i VM 2002, men där licensrättigheterna tillhör Konami), Sydkorea, Nederländerna, och Ukraina, som var på väg framåt då spelet kom, och gick till kvartsfinal i VM 2002. Följande lag är tillgängliga:
| - Argentina - Australien - Österrike - Belgien - Brasilien - Bulgarien - Kamerun - Kina - Costa Rica - Kroatien - Tjeckien - Danmark - England - Finland | - Frankrike - Tyskland - Grekland - Ungern - Italien - Mexiko - Nigeria - Nordirland - Norge - Paraguay - Polen - Portugal - Irland | - Rumänien - Ryssland - Skottland - Slovenien - Spanien - Sverige - Schweiz - Tunisien - Turkiet - USA - Uruguay - Wales |

### Fotnoter
1. ↑  ”FIFA Soccer 06” (på engelska). Mobygames. 10 mars 2005. http://www.mobygames.com/game/fifa-soccer-06. Läst 18 juni 2016.